# Stykgodspakhuset
Stykgodspakhuset, eller Pakhus 13, er et tidligere pakhus og en fredet bygning i Aarhus, Danmark. Pakhuset er opført i 1926 og blev opført i det danske register over fredede bygninger og steder af Kulturarvsstyrelsen den 4. april 2006. Pakhuset ligger på havnefronten af Aarhus Havn i midtbyen ved siden af Toldboden og har siden færdiggørelsen til midten af 1900-tallet fungeret som lager for pakker og andet mindre gods. Bygningen bruges i dag til kontorer efter omfattende renovering i 2007.
Den beskyttede status blev givet på grund af det detaljerede arbejde i en industristruktur. Kulturarvsstyrelsen lægger vægt på de store porte og murarealer, der giver bygningen gravitas, opvejet af de små gittervinduer, portdæksler og kobbertaget. Interiøret har store svampesøjler, der er typiske for industriel arkitektur, og de giver de lange lagerlokaler et basilisk udseende. Pakhuset illustrerer betydningen af Aarhus Havn som den største provinshavn i Danmark i det 20. århundrede.
Bygningen er 43 meter lang i to etager og opført i røde mursten. De længere sider mod havnen og Havnegade er ikke identiske, men er designet til fælles formål med store porte og gittervinduer. Dørene er lavet af teak og malet rødt med indviklede udskæringer og indrammet af granitblokke. Det lave valmtag er belagt med irgrønne kobberplader. Den neoklassiske arkitektur interagerer med den karakteristiske nationalromantiske bygning Toldboden fra 1898 der ligger ved siden af.
Pakhuset er tegnet af den kongelige bygningsinspektør Frederik M. Draiby, der også tegnede Badeanstalten Spanien. Den blev ændret en smule i 1963 med tilføjelsen af en port i nordmuren og en rampe. I 2007 blev det renoveret og omdannet til kontorer, efter at den blev fredet.

## Galleri
- Originale kobberbelagte kraner og nye sandblæste vinduer
- Facadedetalje
- Pakhus 13
- Facade mod havet